# مقاطعة غالاتين (إلينوي)
مقاطعة غالاتين (بالإنجليزية: Gallatin County)‏ هي إحدى المقاطعات في ولاية إلينوي في الولايات المتحدة الأمريكية.

## معرض صور

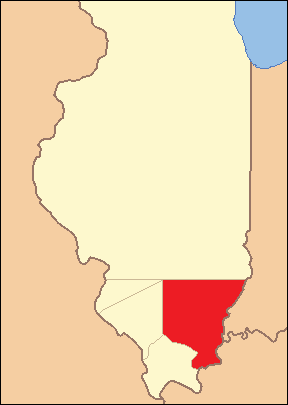
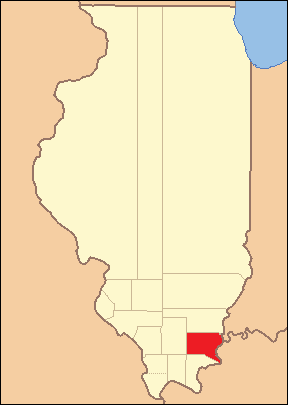
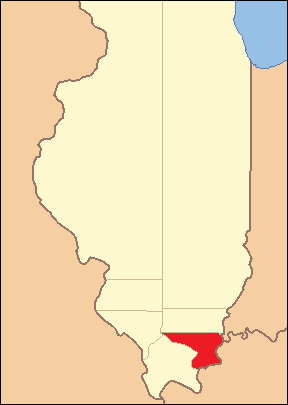
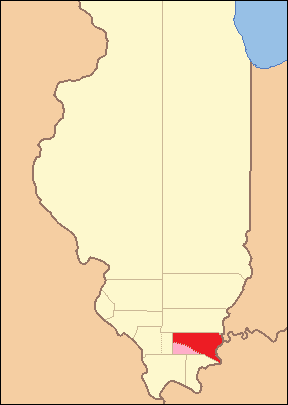
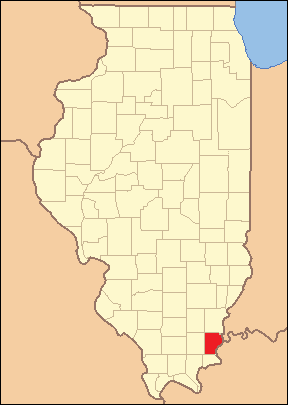